# Aernout Elsevier
Aernout Elsevier (Douai, 1579/1580 -  Dordrecht, na 1646) was een Nederlandse landschapsschilder uit de Gouden Eeuw.
Aernout was een zoon van de uit Leuven afkomstige boekhandelaar Lodewijk Elsevier. Zijn vader verhuisde in 1580 naar Leiden, waar hij een drukkerij opzette. Aernout trouwde op 9 februari 1607 in Leiden met Maria Simons van Swieten (overleden 1626), en ze kregen vier kinderen: Simon, Louis, Jacomina en Maria. Louis werd ook schilder. Op 22 oktober 1626 hertrouwde hij met Christina Everaerts van den Boetselaer (overleden 1641).
In 1609 zette hij zich in voor de oprichting van een schildersgilde in Leiden. In 1620 huurde hij de herberg 'De Goude gecroonde Regenbooch', waar veel kunstenaars logeerden. In 1624 werd hij de eigenaar. Hij woonde zelf in de Breestraat tegenover het Stadhuis. Ondanks zijn huwelijk met Christina Everaerts van den Boetselaer, die van goeden huize was, kwam hij in de financiële problemen. Op 19 november 1627 moesten zijn broers Mathijs en Bonaventura garant voor hem staan. In 1629-1630 probeerde hij in Rotterdam een nieuw bestaan op te bouwen met de huur van de herberg 'De Toelast' van zijn neef Isaac Elsevier. Na een jaar moest hij dat opgeven. In 1631 bevond hij zich in Vianen. Tussen 1632 en 1639 werd hij verschillende keren vermeld in Utrecht. In 1639 en in 1643 was hij getuige bij een doop in Rotterdam. Voor het laatst werd hij in 1646 vermeld, toen hij lid werd van het Sint-Lucasgilde in Dordrecht.
Er is slechts één werk van hem bekend, een berglandschap uit 1638, dat in handen was van een Amerikaanse particuliere verzamelaar. In inventarissen wordt zijn werk omschreven als schilderijen met landschappen, wintergezichten en brandjes.
- Biografisch Portaal: 26958602
- RKD-Nederlands Instituut voor Kunstgeschiedenis: 26072
- Union List of Artist Names: 500049342
- Virtual International Authority File: 96010310